# Орловка (Северо-Казахстанская область)
Орловка (каз. Орловка) — село в Айыртауском районе Северо-Казахстанской области Казахстана. Входит в состав Володарского сельского округа. Код КАТО — 593230900.Село было основано приблизительно в 1911 году

## История
До 2013 года село входило в состав упразднённого Жетыкольского сельского округа.

## Население
В 1999 году население села составляло 194 человека (97 мужчин и 97 женщин). По данным переписи 2009 года в селе проживало 124 человека (68 мужчин и 56 женщин).